# Дука, Ион Георге
Ио́н Гео́рге Ду́ка (рум. Ion Gheorghe Duca; 20 декабря 1879 — 30 декабря 1933) — румынский государственный деятель, министр иностранных дел Румынии (1922—1926), премьер-министр Румынии (1933). Убит членами партии «Легион Архангела Михаила» .

## Биография
Ион Георге Дука родился в 1879 году в Бухаресте. В 1907 году он вошёл в палату депутатов Румынии от Национальной либеральной партии. В годы Первой мировой войны Дука принимал участие в создании румынской разведки. По её завершении, в 1922 году, Дука был назначен министром иностранных дел Румынии. На этом посту он активно выступал за заключение договора о сотрудничестве между Румынией, Югославией и Чехословакии, чтобы создать таким образом паритет Венгрии, требовавшей от Румынии вернуть Трансильванию, полученную ей по итогам Первой мировой войны, и воспрепятствовать воссозданию династического правления Габсбургов.
В ноябре 1933 года король Румынии Кароль II отправил в отставку правительство Александру Вайды-Воевода, и предложил Дуке возглавить правительство. Дука стал премьер-министром в условиях возрастающего влияния на народ и государство ультраправой партии «Легион Архангела Михаила» во главе с Корнелиу Зеля Кодряну. Он всячески старался противодействовать легионерам, объявил их вне закона, разрешил полиции совершать нападения на членов партии. Иногда подобные случаи заканчивали смертельными исходами, тысячи легионеров были арестованы. Партия была отстранена от участия в парламентских и местных выборах.
30 декабря 1933 он был убит тремя членами партии «Легион Архангела Михаила» выстрелами из револьверов на перроне железнодорожного вокзала курортного города Синая. Убийцы не пытались скрыться, и при аресте сопротивления полицейским не оказали. Суд приговорил всех их к пожизненному лишению свободы, однако, когда спустя пять лет после убийства Дуки влияние Кодряну резко возросло, 30 ноября 1938 года он и 13 его соратников были без суда и следствия расстреляны в лесу под Бухарестом. Среди 13 расстрелянных вместе с Кодряну были и убийцы Дуки. Официально было объявлено, что террористы были убиты при попытке к бегству.
До сих пор многие историки утверждают, что Ион Дука был убит и с молчаливого согласия короля Румынии Кароля II, который оценил деятельность нового премьер-министра как угрозу возможности будущего авторитарного правления монарха. Королевская диктатура была установлена 10 февраля 1938 года, когда тогдашний премьер Октавиан Гога стал проводить независимый относительно Королевского дома курс (в 1933—1937 годах премьером был преемник Дуки по посту лидера Национально-либеральной Партии Георге Тэтреску, выражавший стремления дворцовых кругов и местных монополий).
Ион Дука представлял поколение лидеров Национально-Либеральной партии, быстро умиравших в 1920—1930-х годах. На посту лидера партии в 1931 году он сменил умершего Винтилу Брэтиану (который, в свою очередь, умер в 1927 году).